# Chester Ashley
Chester Ashley (Amherst, 1790. június 1. – Washington, 1848. április 29.) az Amerikai Egyesült Államok szenátora (Arkansas, 1844–1848).